# Tomomi Iwakura

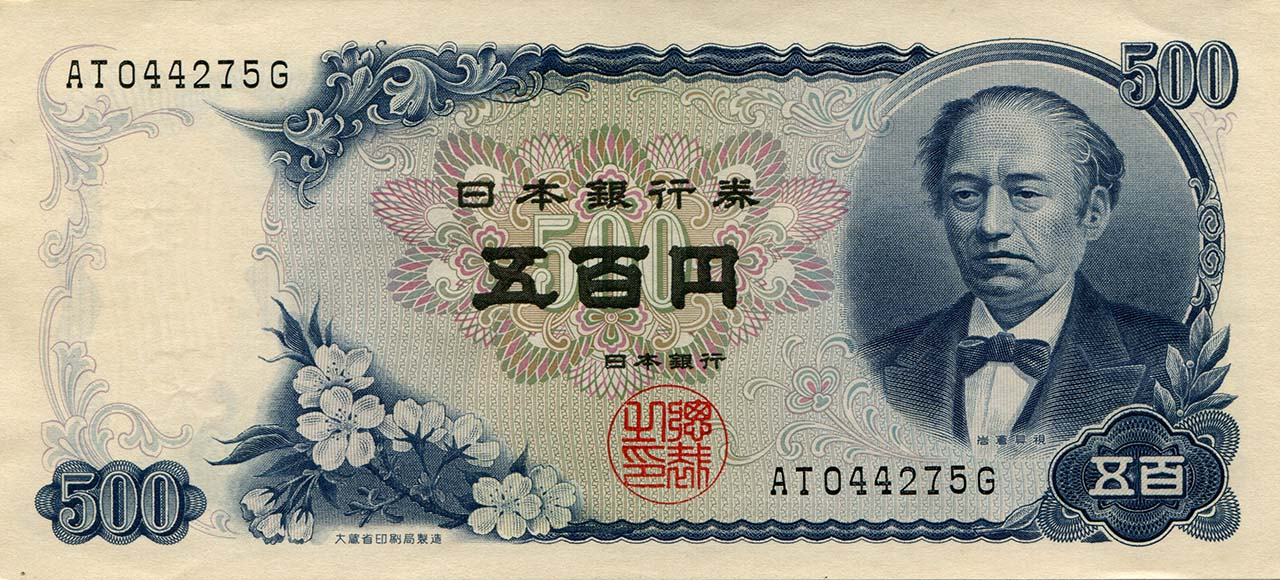
Tomomi Iwakura na banknocie o nominale 500 jenów

Tomomi Iwakura (jap. 岩倉 具視 Iwakura Tomomi; ur. 26 października 1825, zm. 20 lipca 1883) – japoński polityk schyłkowego okresu Edo i okresu Meiji.

## Życiorys
Urodził się w Kioto w drobnej rodzinie samurajskiej jako Kanemaru Horikawa (jap. 堀川 周丸 Horikawa Kanemaru). Później został adoptowany przez rodzinę Iwakura, otrzymując imię Tomomi. W 1854 roku został mianowany szambelanem na dworze cesarza Kōmei. Opowiadał się przeciwko zawartemu cztery lata później Traktatowi japońsko-amerykańskiemu o przyjaźni i handlu (tzw. traktatowi Harrisa) i przekonał cesarza do niepodpisywania go. Był zwolennikiem kompromisowej koncepcji kōbu-gattai, usiłującej, poprzez małżeństwo sioguna Iemochi Tokugawy z księżniczką Chikako, wypracować polityczną unię między cesarzem a systemem bakufu. Ściągnęło to na niego niechęć ze strony zwolenników bezkompromisowej rozprawy z siogunem i w 1862 roku został usunięty z dworu. Przyjął wówczas święcenia mnisie i osiadł w niewielkiej wsi na północ od Kioto.
W okresie przymusowego zesłania potajemnie nawiązał kontakty ze środowiskami dążącymi do obalenia siogunatu i po wstąpieniu na tron cesarza Mutsuhito w 1867 roku powrócił na dwór. Odegrał istotną rolę w okresie restauracji Meiji, odpowiadając m.in. za zredagowanie proklamacji cesarskiej z 1868 roku i zniesienie systemu hanów. Stał na czele wielkiego poselstwa (tzw. misja Iwakury), które w latach 1871–1873 odbyło podróż do Europy i Stanów Zjednoczonych w celu zapoznania się z zachodnimi systemami społeczno-politycznymi i renegocjacji traktatów nierównoprawnych. Po powrocie do Japonii zapobiegł planowanej przez Takamoriego Saigō wojnie z Koreą. W 1874 roku doszło z tego powodu do próby zamachu na jego życie. W trakcie sporów o przyszłą formę rządów w Japonii opowiadał się za silną władzą cesarza i wspierał konserwatywne stronnictwo Hirobumiego Itō przeciw domagającemu się szybkiego wprowadzenia konstytucji i zwołania parlamentu Shigenobu Ōkumie. W 1881 roku zlecił Kowashiemu Inoue opracowanie projektu przyszłej konstytucji dla Japonii.